# Antalya
Antalya (antiguamente conocida como Adalia) es una ciudad situada en la costa mediterránea del suroeste de Turquía. Es la capital de la provincia de Antalya y da nombre a uno de los mayores golfos de la costa turca, el golfo de Antalya. La población es de 1.127.634 habitantes (2007).
La ciudad de Antalya se corresponde con las tierras de la antigua Panfilia al este y de Licia al oeste.
Situada en un acantilado sobre el Mediterráneo, está rodeada de montañas. Atatürk afirmó que «sin duda, Antalya es el lugar más bonito del mundo». Antalya cuenta con un clima cálido.
El auge del turismo, que comenzó en la década de 1970, ha transformado la ciudad en un complejo turístico internacional. El equipo de fútbol Antalyaspor fue fundado en la ciudad, donde actúa como local.

## Etimología
En el siglo I a. C., el rey de Pérgamo, Átalo II, ordenó a sus hombres que «encontrasen el cielo en la tierra». Tras haber buscado por todas partes, descubrieron esta zona y afirmaron «esto debe de ser el cielo», por lo que el rey Átalo fundó la ciudad, dándole el nombre de Attaleia. Posteriormente, pasaría a llamarse Adalia y finalmente Antalya.

## Historia

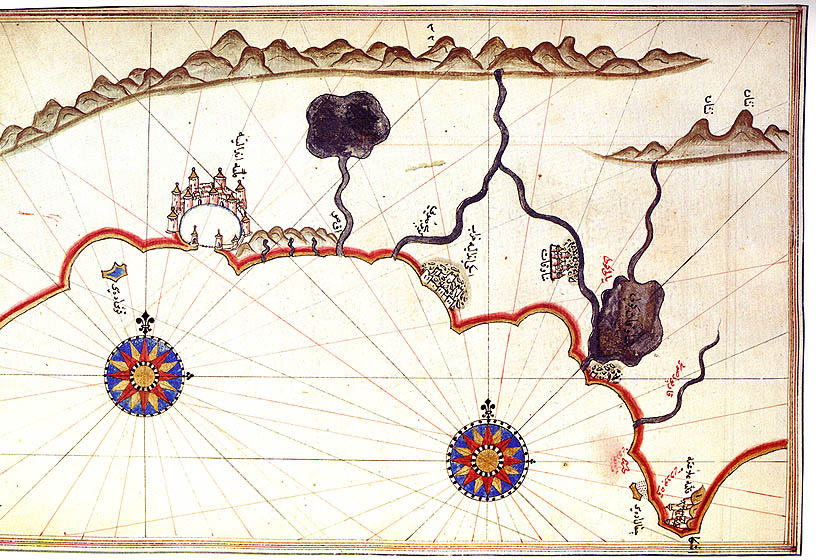
Mapa de Antalya, Manavgat y Turquía (libro de Navegación) Piri Reis.

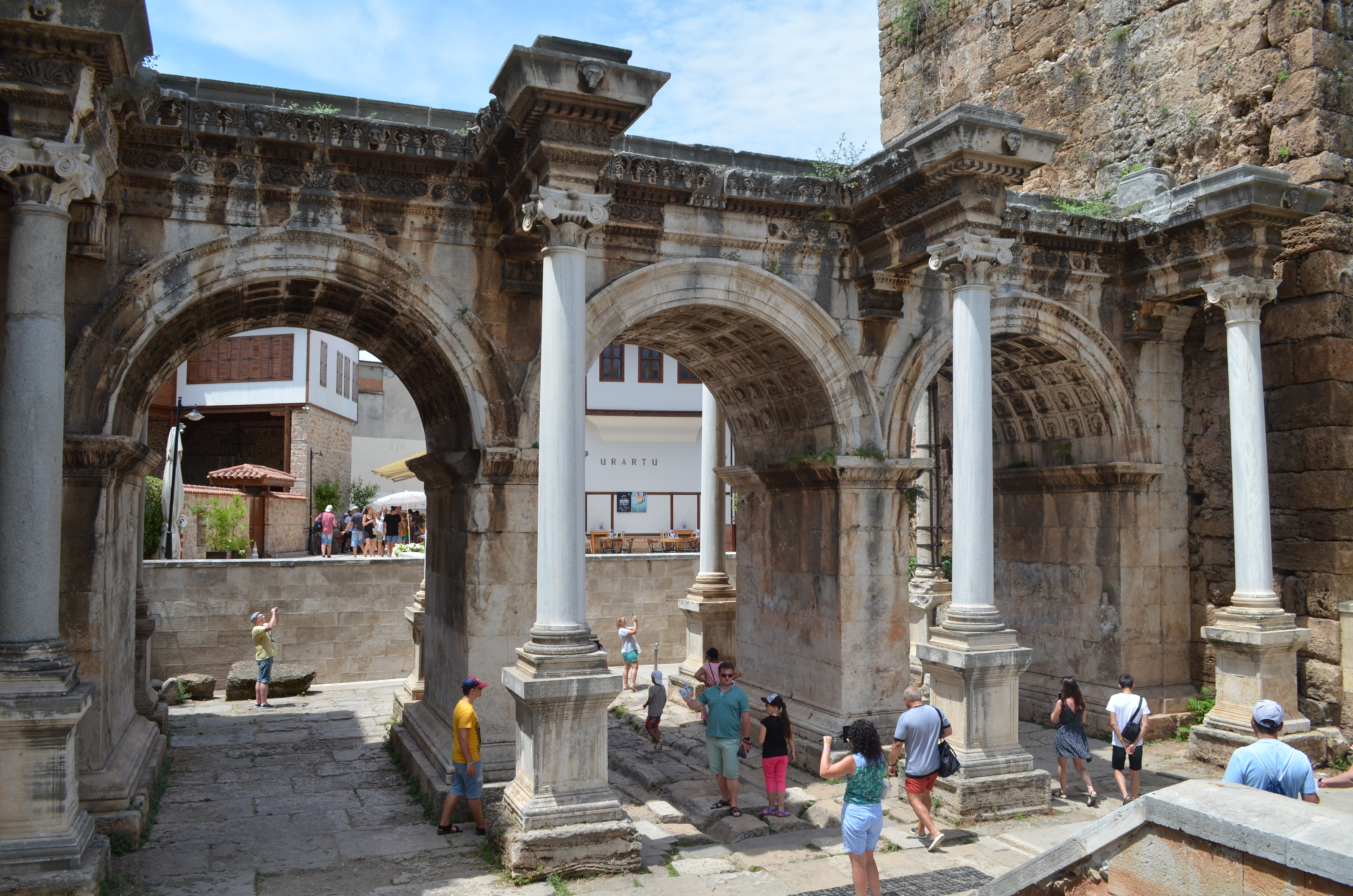
Puerta de Adriano.

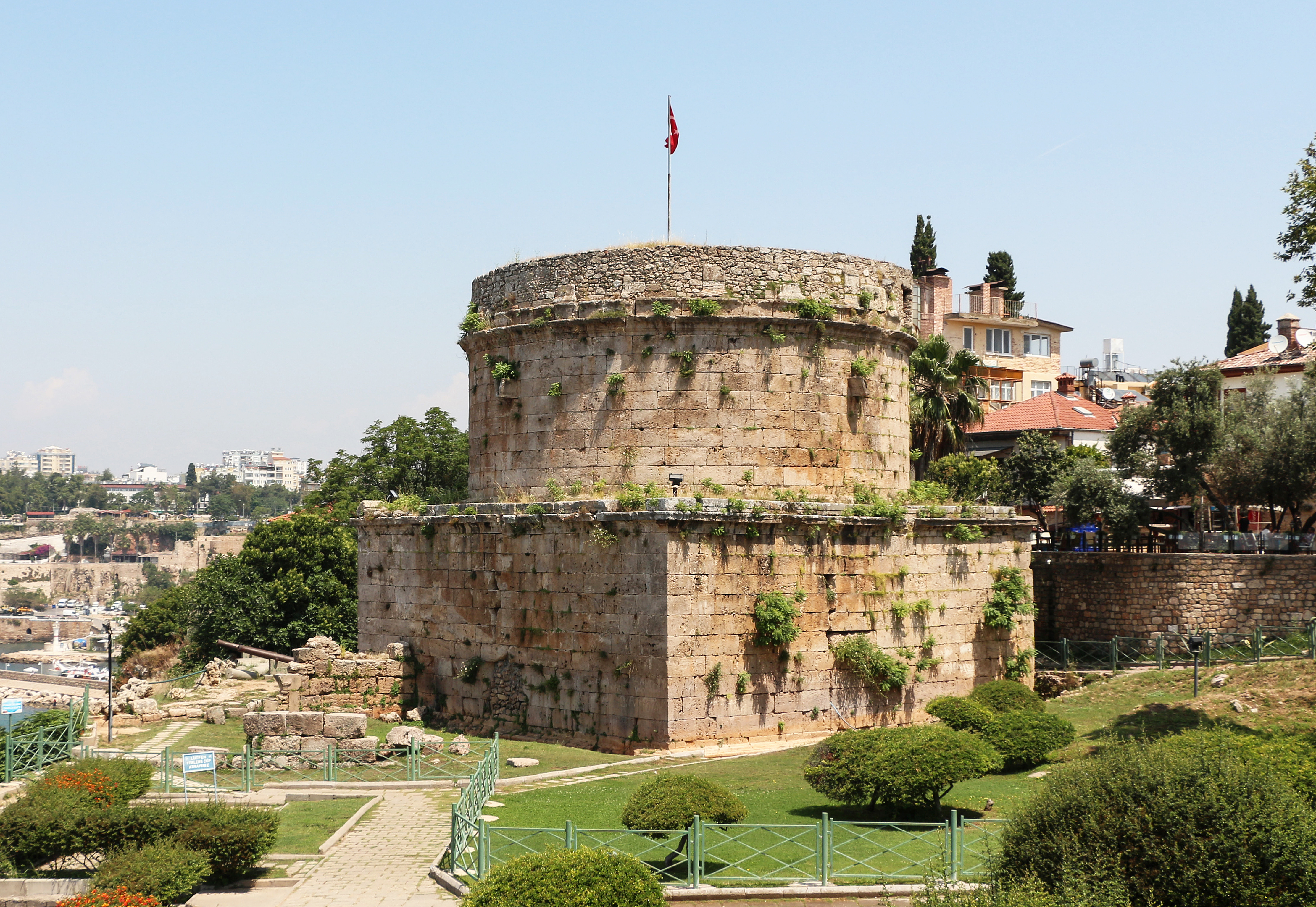
Torre Hıdırlık, del período helenístico.

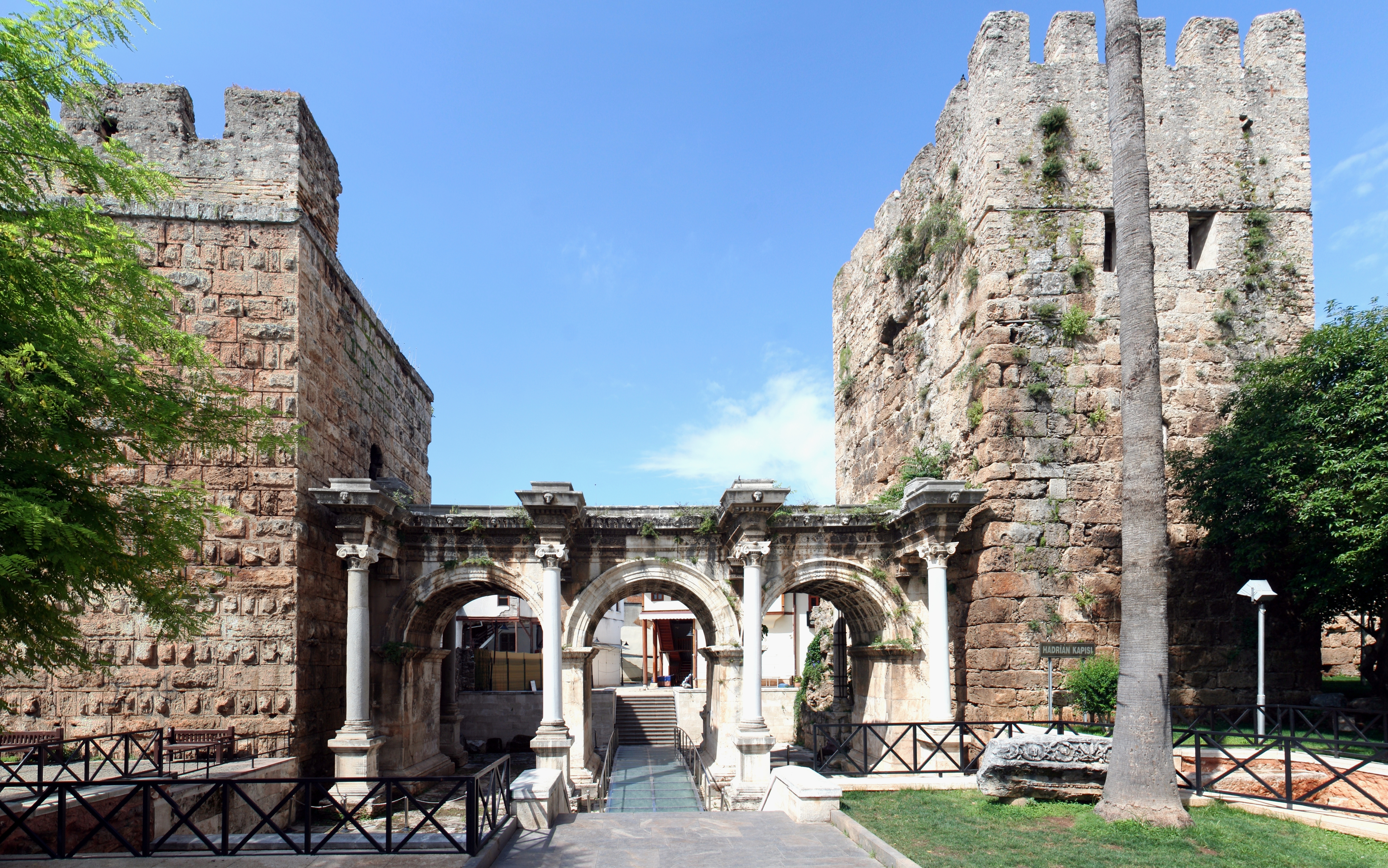
Puerta de Adriano, construida en el honor del emperador romano Adriano, quien visitó Atalea en el año 130.

En el año 150 a. C., Átalo II, rey de Pérgamo, fundó la ciudad de Atalea junto a la pequeña ciudad ya existente de Córico, para que sirviese de base para su poderosa flota naval. Posteriormente, Antalya pasó a manos de la República romana en el año 133 a. C., cuando el rey Átalo III de Pérgamo cedió su reino a Roma al morir. Durante el periodo que perteneció a la Antigua Roma, la ciudad creció y vivió una época de prosperidad. A partir del siglo II, el cristianismo se extendió por la región. Según se recoge en los Hechos de los Apóstoles (Hechos 14:25-26), Pablo de Tarso y Bernabé apóstol llegaron a Antalya y, de aquí, fueron en barco a Antioquía tras predicar en Pisidia y Panfilia. Posteriormente, la ciudad pasó a ser base naval de las Cruzadas contra los musulmanes en el Levante mediterráneo y en Chipre.
Con el Imperio bizantino, Antalya fue una ciudad importante. Cuando Juan II Comneno se convirtió en emperador, en el año 1118, la ciudad se encontraba aislada del resto del Imperio, solamente accesible por mar. Al año siguiente, con la ayuda de su comandante en jefe, Juan Axuch, Juan II expulsó a los turcos de las vías de acceso a Antalya, conectado de nuevo la ciudad con el resto del Imperio.
Los turcos selyúcidas conquistaron toda la región a principios del siglo XIII.
En la segunda mitad del siglo XVII, el escritor y viajero Evliya Çelebi encontró una ciudad de calles estrechas y 3000 casas agrupadas en veinte barrios turcos y cuatro griegos. La ciudad había crecido hasta sobrepasar las murallas y el puerto tenía espacio para 200 barcos.
En el siglo XVIII, al igual que la mayor parte de Anatolia, el gobernador pertenecía a la familia Dere Bey. Sin embargo, aunque Mahmut II había sometido a la familia Tekke Oglu, ubicada en Perge en 1812, esta seguía estando opuesta al gobernador otomano. Los informes de la Compañía del Levante (Turquía), mantuvo una agencia en la ciudad hasta final de año, contenien información referente a los gobernadores locales Dere Bey.
Un siglo después, la población de Antalya aumentó debido a que los turcos del Cáucaso y los Balcanes se trasladaron a Anatolia. En 1911, la ciudad contaba con 25.000 habitantes, entre los que se encontraban numerosos cristianos y judíos que vivían en barrios separados alrededor del puerto. El puerto solo daba servicio a los barcos de vapor de las empresas locales. Antalya (entonces llamada Adalia) era un lugar muy pintoresco, aunque mal construido y atrasado. El principal lugar de interés era la muralla. En la parte exterior de esta, discurría una avenida que aún hoy existe. Las oficinas del gobierno y las casas de las familias pudientes se encontraban fuera de las murallas.
La ciudad estuvo ocupada por los italianos desde el final de la Primera Guerra Mundial hasta la creación de la República de Turquía, en el año 1923.

## Geografía

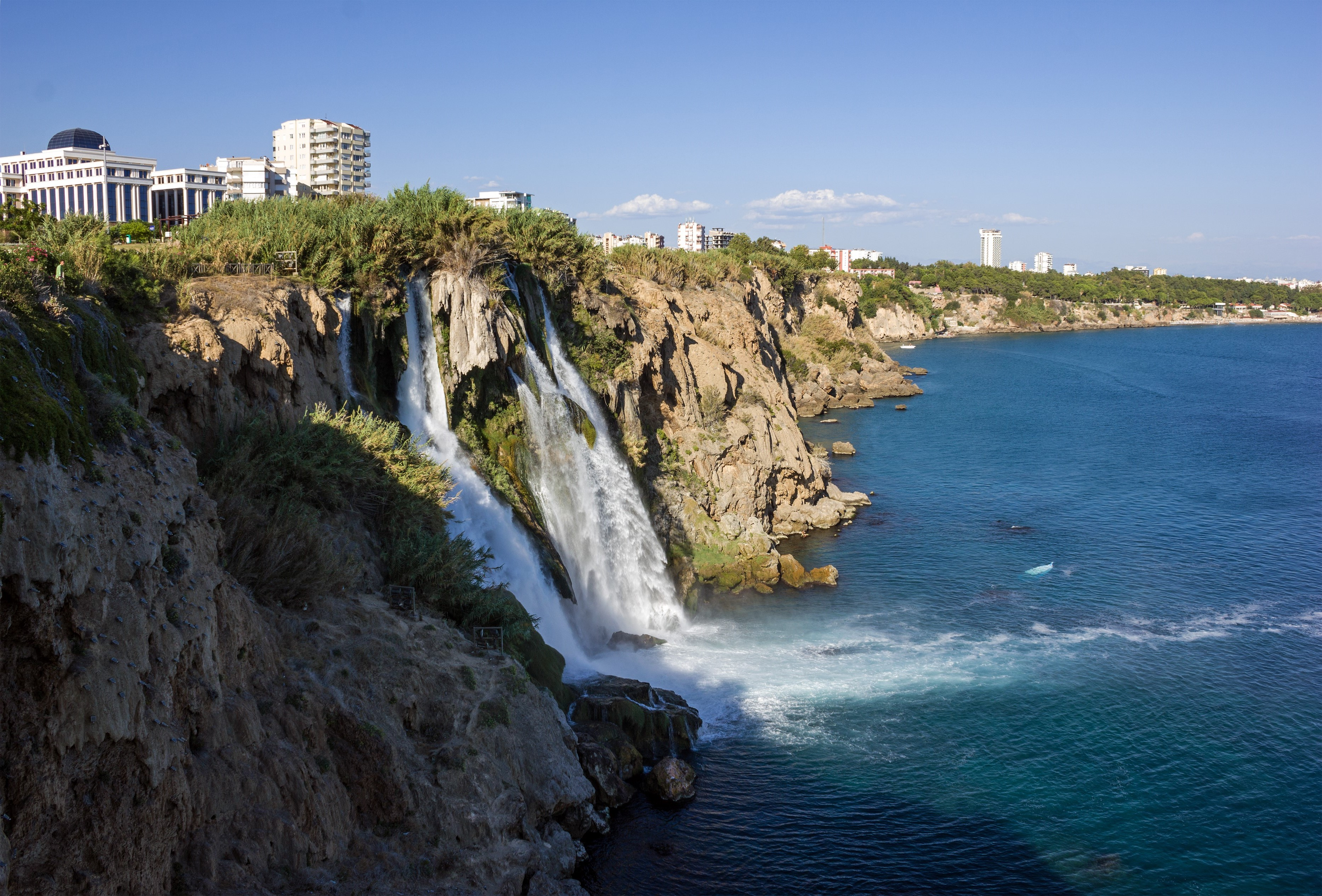
Cascadas de Düden y el barrio de Lara al fondo.

La ciudad de Antalya se encuentra en el golfo de Antalya, en la costa mediterránea. Los montes Tauro se elevan de forma paralela al mar en dirección este-oeste, lo que ha ocasionado la formación de estrechas llanuras costeras rodeadas de montañas en tres de los cuatro lados y abiertas al mar Mediterráneo. En algunas zonas de la costa, las montañas se hunden directamente en el mar, formando pequeñas bahías y penínsulas naturales. Antalya se encuentra en una llanura compuesta de dos áreas de roca falez (en turco, roca) a una altitud de 35 m sobre el nivel del mar, donde las montañas se sitúan lejos de la costa. En la primera llanura rocosa se ubica el centro de la ciudad, mientras que en la segunda, llamada Kepezüstü, se han levantado pequeñas urbanizaciones.

### Clima
| Parámetros climáticos promedio de Antalya, Turquía                   | Parámetros climáticos promedio de Antalya, Turquía | Parámetros climáticos promedio de Antalya, Turquía | Parámetros climáticos promedio de Antalya, Turquía | Parámetros climáticos promedio de Antalya, Turquía | Parámetros climáticos promedio de Antalya, Turquía | Parámetros climáticos promedio de Antalya, Turquía | Parámetros climáticos promedio de Antalya, Turquía | Parámetros climáticos promedio de Antalya, Turquía | Parámetros climáticos promedio de Antalya, Turquía | Parámetros climáticos promedio de Antalya, Turquía | Parámetros climáticos promedio de Antalya, Turquía | Parámetros climáticos promedio de Antalya, Turquía | Parámetros climáticos promedio de Antalya, Turquía |
| Mes                                                                  | Ene.                                               | Feb.                                               | Mar.                                               | Abr.                                               | May.                                               | Jun.                                               | Jul.                                               | Ago.                                               | Sep.                                               | Oct.                                               | Nov.                                               | Dic.                                               | Anual                                              |
| -------------------------------------------------------------------- | -------------------------------------------------- | -------------------------------------------------- | -------------------------------------------------- | -------------------------------------------------- | -------------------------------------------------- | -------------------------------------------------- | -------------------------------------------------- | -------------------------------------------------- | -------------------------------------------------- | -------------------------------------------------- | -------------------------------------------------- | -------------------------------------------------- | -------------------------------------------------- |
| Temp. máx. media (°C)                                                | 15.2                                               | 15.9                                               | 19.0                                               | 22.1                                               | 27.0                                               | 32.3                                               | 35.3                                               | 35.3                                               | 31.9                                               | 27.4                                               | 21.7                                               | 17.1                                               | 25                                                 |
| Temp. media (°C)                                                     | 10.6                                               | 11.2                                               | 13.7                                               | 16.9                                               | 21.3                                               | 26.3                                               | 29.4                                               | 29.6                                               | 26.0                                               | 21.7                                               | 16.1                                               | 12.2                                               | 19.6                                               |
| Temp. mín. media (°C)                                                | 5.9                                                | 6.5                                                | 8.4                                                | 11.6                                               | 15.6                                               | 20.3                                               | 23.4                                               | 23.8                                               | 20.0                                               | 15.9                                               | 10.5                                               | 7.2                                                | 14.1                                               |
| Precipitación total (mm)                                             | 234.2                                              | 160.7                                              | 96.8                                               | 46.2                                               | 30                                                 | 9.6                                                | 2.2                                                | 2.5                                                | 12.3                                               | 67.7                                               | 131.9                                              | 263.3                                              | 1057.4                                             |
| Días de lluvias (≥ 1 mm)                                             | 12.3                                               | 10.8                                               | 9.0                                                | 7.2                                                | 5.6                                                | 2.9                                                | 1.4                                                | 1.4                                                | 2.3                                                | 5.8                                                | 7.5                                                | 12.0                                               | 78.2                                               |
| Horas de sol                                                         | 139.5                                              | 156.8                                              | 204.6                                              | 219.0                                              | 288.3                                              | 297.0                                              | 310.0                                              | 279.0                                              | 237.0                                              | 213.9                                              | 162.0                                              | 133.3                                              | 2640.4                                             |
| Fuente n.º 1: Turkish State Meteorological Service                   |                                                    |                                                    |                                                    |                                                    |                                                    |                                                    |                                                    |                                                    |                                                    |                                                    |                                                    |                                                    |                                                    |
| Fuente n.º 2: World Meteorological Organization (precipitation data) |                                                    |                                                    |                                                    |                                                    |                                                    |                                                    |                                                    |                                                    |                                                    |                                                    |                                                    |                                                    |                                                    |

## Población
Antalya cuenta con una población de 775.157 personas (según el censo de 2007). De ellas, 388.133 son hombres y 387.024, mujeres.
| Año  | Habitantes |
| 2008 | 798.507    |
| 2007 | 775.157    |
| 2000 | 603.190    |
| 1990 | 378.208    |
| 1985 | 258.139    |
| 1970 | 95.000     |
| 1965 | 72.000     |
| 1960 | 51.000     |
| 1955 | 36.000     |
| 1950 | 28.000     |
| 1945 | 26.000     |
| 1940 | 25.000     |
| 1935 | 23.000     |
| 1927 | 17.000     |

## Transporte
La ciudad está conectada con otros puntos de Turquía, como Ankara y Esmirna. Cuenta con un sistema de transporte interurbano que incluye metro ligero, tranvía, taxis públicos y taxis privados.

## Economía

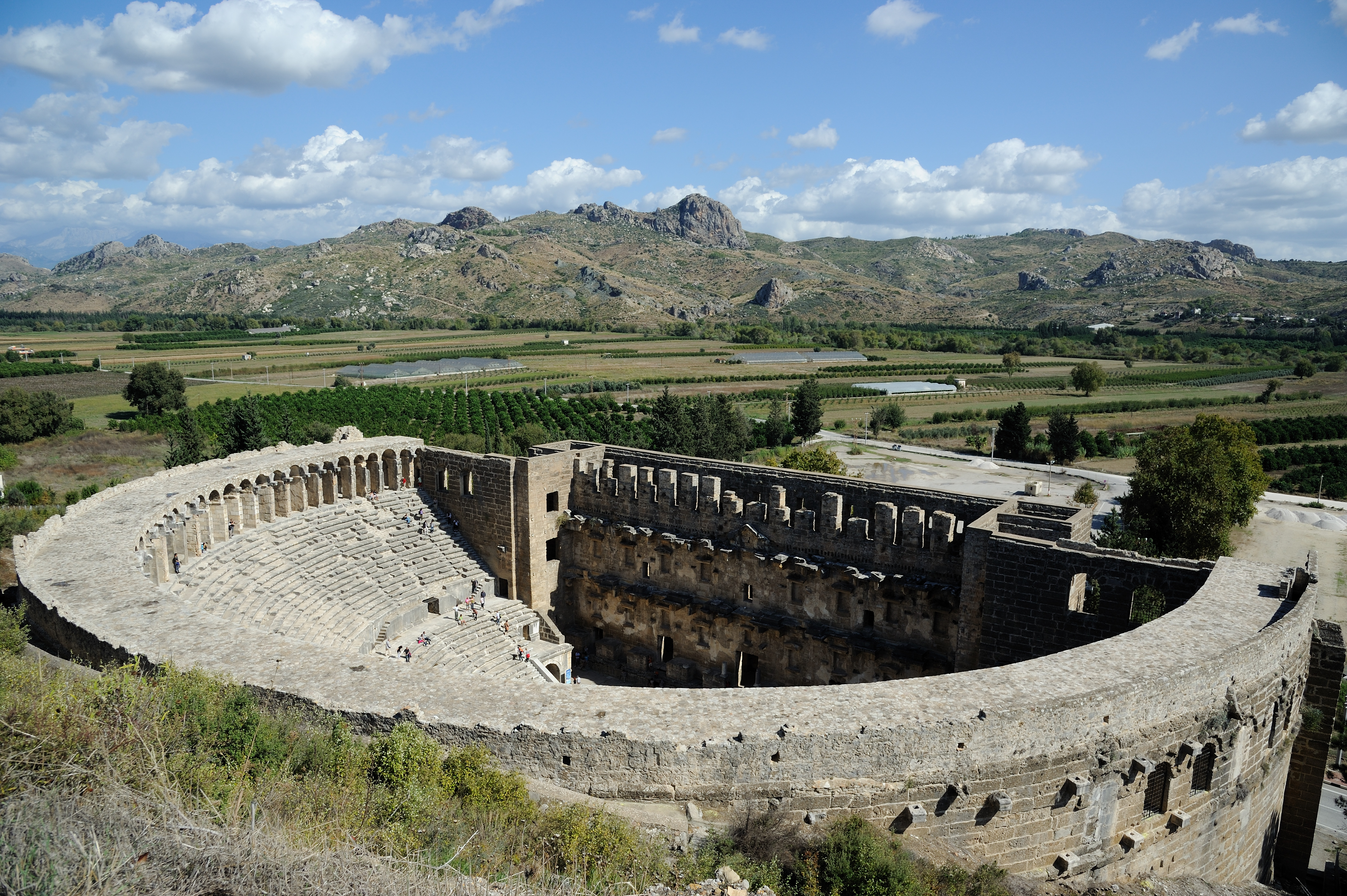
Aspendo

La economía de Antalya depende del turismo, la agricultura y el comercio, además de incluir cierta industria. La producción agrícola incluye los cítricos, el algodón, flores y plátanos. Antalya es uno de los principales centros agrícolas de Turquía, debido a su beneficioso clima. El mercado mayorista de Antalya satisface el 65% de la demanda de fruta fresca y verduras de Turquía.

### Industria
Existe una base militar en la ciudad.

### Turismo
Entre los principales lugares de interés, destacan las construcciones y elementos de Licia, Panfilia, la Antigua Grecia, el Imperio romano, el Imperio bizantino, los selyúcidas y el Imperio otomano.
Kaleiçi, con sus estrechas calles y los edificios turcos y griegos, es el casco antiguo de Antalya, repleto hoy en día de hoteles, tiendas de regalos y bares. Los nuevos hoteles se encuentran en las playas de Konyaaltı, Lara y Karpuzkaldıran. Además, existen cascadas como las de Düden, Manavgat, Karpuzkaldiran y Kursunlu. En cuanto a deportes de invierno, destacan Beydağları y Saklikent.
El auge del turismo ha atraído a mano de obra migrante a la ciudad, haciendo crecer la industria de la construcción y proporcionando infraestructuras de transporte. Esto ha convertido a Antalya en el eje comercial de esta zona de Turquía. En verano, los principales grupos de turistas están formados por turcos, británicos, israelíes, árabes, alemanes y rusos.

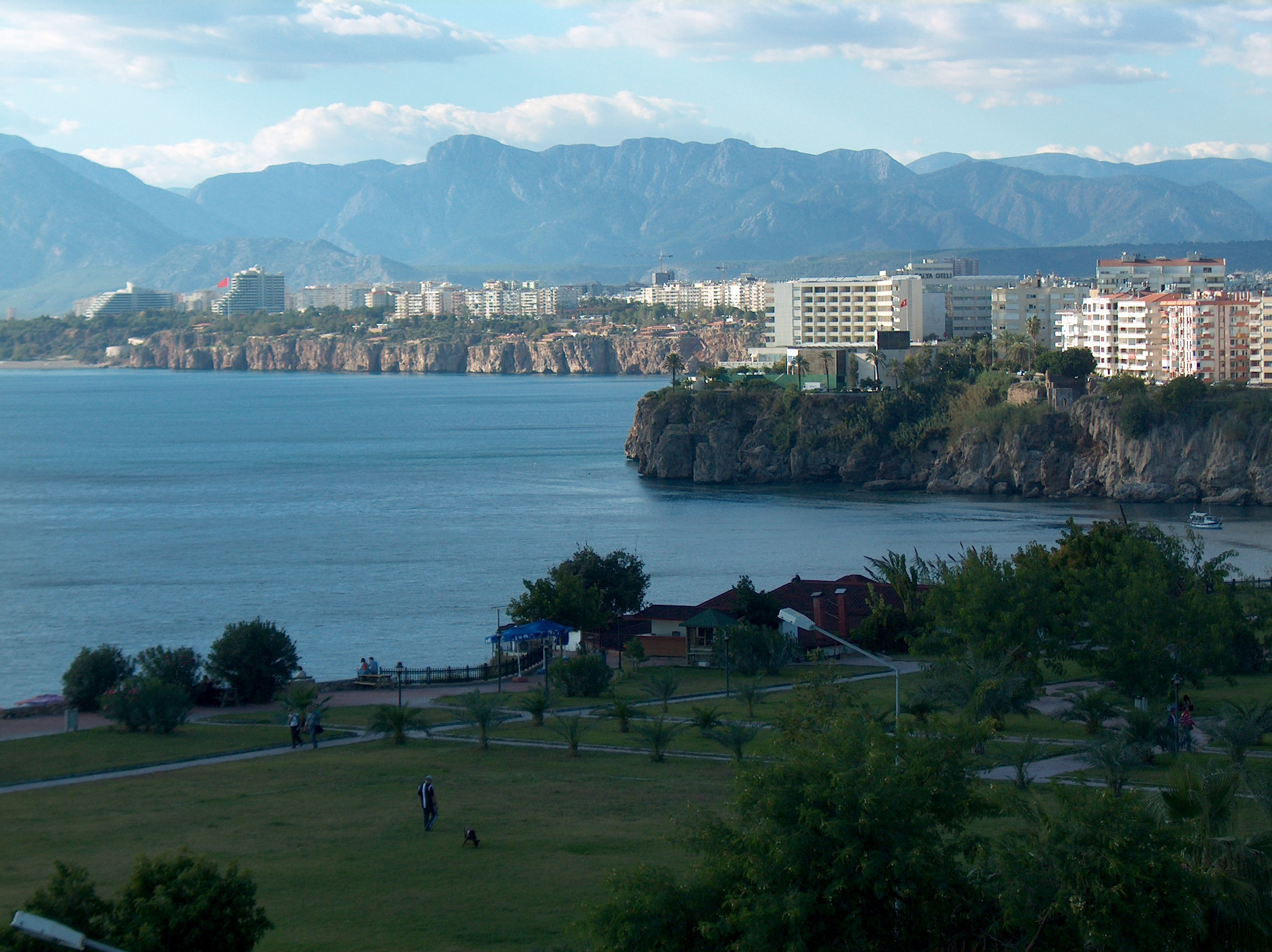
Panorámica de Antalya.

## Gobierno
La ciudad de Antalya está gobernada por un gobernador y un alcalde, con la ciudad principal y tres distritos.

### Presupuesto
El presupuesto para el año 2005 fue de 210 millones YTL.

## Ciudades hermanadas
- Alemania : Núremberg, desde 1997.
- Israel : Bat Yam, desde 1997.
- Rusia : Cheboksary, Chuvashia, desde 2001.
- Chipre : Famagusta / Chipre, República Turca del Norte de Chipre desde 2001.
- Rusia : Kazán, Tartaristán / Rusia, desde 2003.

## Cultura
Existen numerosas mezquitas, iglesias, madrasas, hans y hamams. Kaleiçi, el puerto donde cierran las murallas, es la parte más antigua de la ciudad. Aquí se encuentran los minaretes Yivli Minare y Kesik Minare, así como numerosos edificios históricos, entre los que destaca la arquitectura tradicional turca.

### Gastronomía
El plato más conocido de Antalya es el piyaz, hecho con tahini (semillas de sésamo machacadas), ajo, nueces y judías secas cocidas, hibeş picante con comino y tahini, şiş köfte, tandır kebap, domates civesi, şakşuka y diferentes platos mediterráneos fríos con aceite de oliva. Una especialidad local es el tirmis, semillas de lupino hervidas que se comen como aperitivo.

### Fiestas y eventos
- Diferentes campeonatos deportivos, como los rallies.
- Festival Internacional de Cine de Antalya: el mayor festival de cine de Turquía, celebrado la última semana de septiembre.
- Festival de Antalya: en septiembre,
- Festival Internacional Mediterráneo de Música: en octubre, durante 6 días.
- Festival de la Miel de Antalya: Gündogmus, en agosto.
- Festival de Música y Baile Folk Internacional de Antalya: última semana de agosto.
- Festival Internacional de Ópera y Ballet de Aspendos: en junio y julio.
- Festival de Piano de Antalya: en octubre.
- Festival de Pintura de Antalya: en septiembre.
- Festival de Rock de BeachPark: en octubre.
- Festival Kas-Demre: en diciembre.
- Campeonato de Lucha Libre Mediterráneo Naranja Dorada: Kumluca, en mayo.
- Feria de Alimentos Anfaş: en febrero.

### Lugares históricos del centro de la ciudad

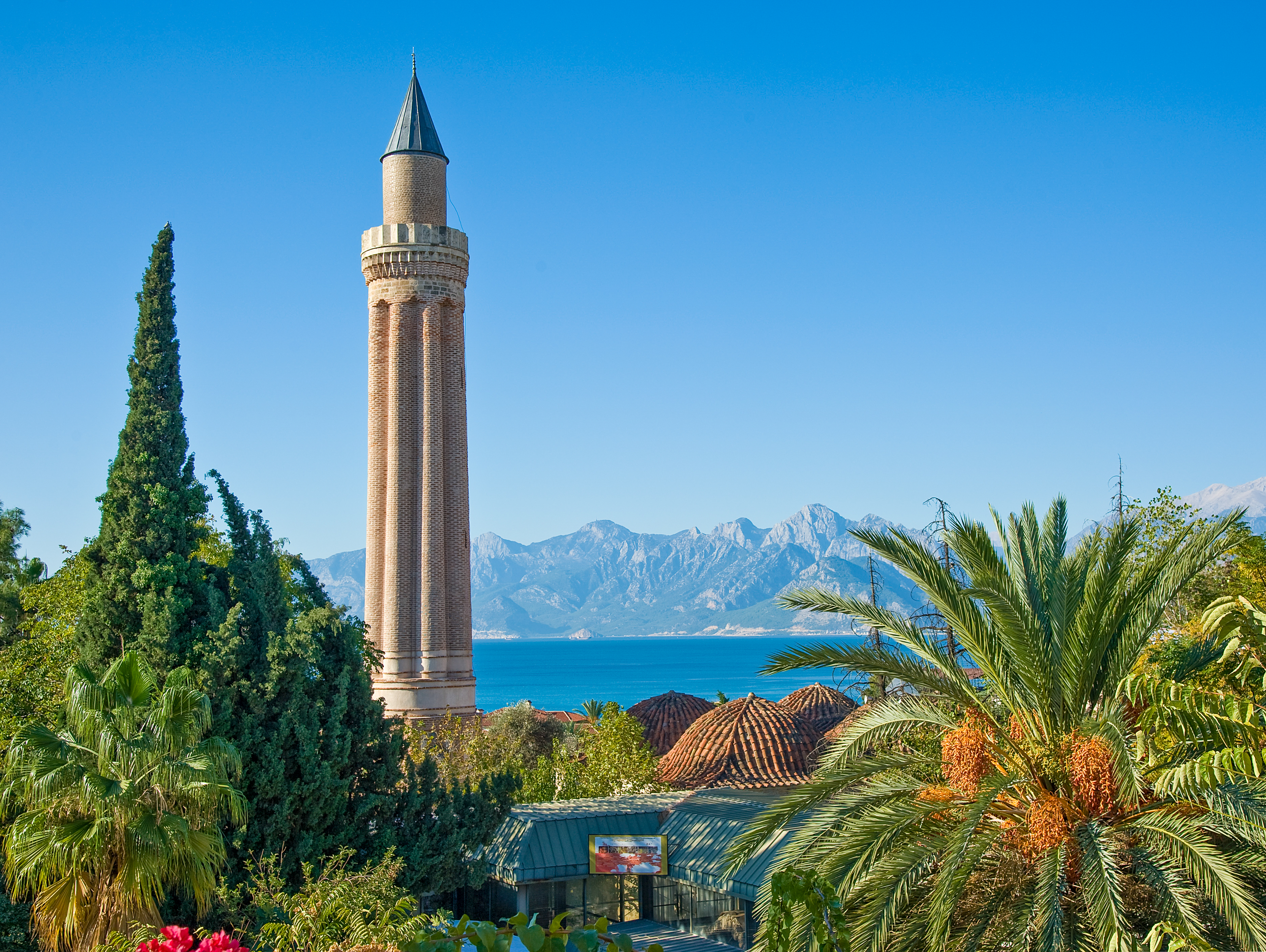
Minarete Yivli Minare, símbolo de la ciudad.

- Kaleiçi: casco histórico de la ciudad; actualmente restaurado, se trata del centro turístico de la ciudad, donde abundan los hoteles, bares, clubes, restaurantes y tiendas. Kaleici mantiene gran parte de su carácter histórico; su restauración obtuvo el premio Manzana Dorada, el Oscar del turismo.
- Monumentos antiguos, como la muralla, la torre Hıdırlık y la torre del reloj.
- Museo de Antalya: reconocido museo arqueológico.
- Museo Kaleiçi: inaugurado en 2007 por parte del Centro de Investigación de las Civilizaciones Mediterráneas (Akdeniz Medeniyetleri Araştırma Merkezi).
- Puerta de Adriano: construida en el siglo II a. C. por los Romanos en honor al emperador.
- Minarete Kesik Minare (en español, minarete roto): antiguamente iglesia bizantina, fue convertida posteriormente en mezquita.
- Minarete Yivli Minare (en español, minarete estriado): fue construido por los selyúcidas. Decorado con azulejos azules oscuros y turquesas, se ha convertido en el símbolo de la ciudad.
- Edificios islámicos, como Karatay Medresesi, Ahí Yusuf Mescidi, mezquita Iskele, mezquita Murat Paşa, mezquita Tekeli Mehmet Paşa, mezquita Balibey, mezquita Musellim, mezquita Seyh Sinan Efendi, mezquita Osman Efendi y la mezquita de Alaadim, considerada el símbolo de la ciudad.[12]
- Los han son posadas selyúcidas u otomanas con una arquitectura particular. Algunos ejemplos son Evdir Han, Kırkoz Han, Alara Han and Castle y Sarapsu (Serapsu) Han.

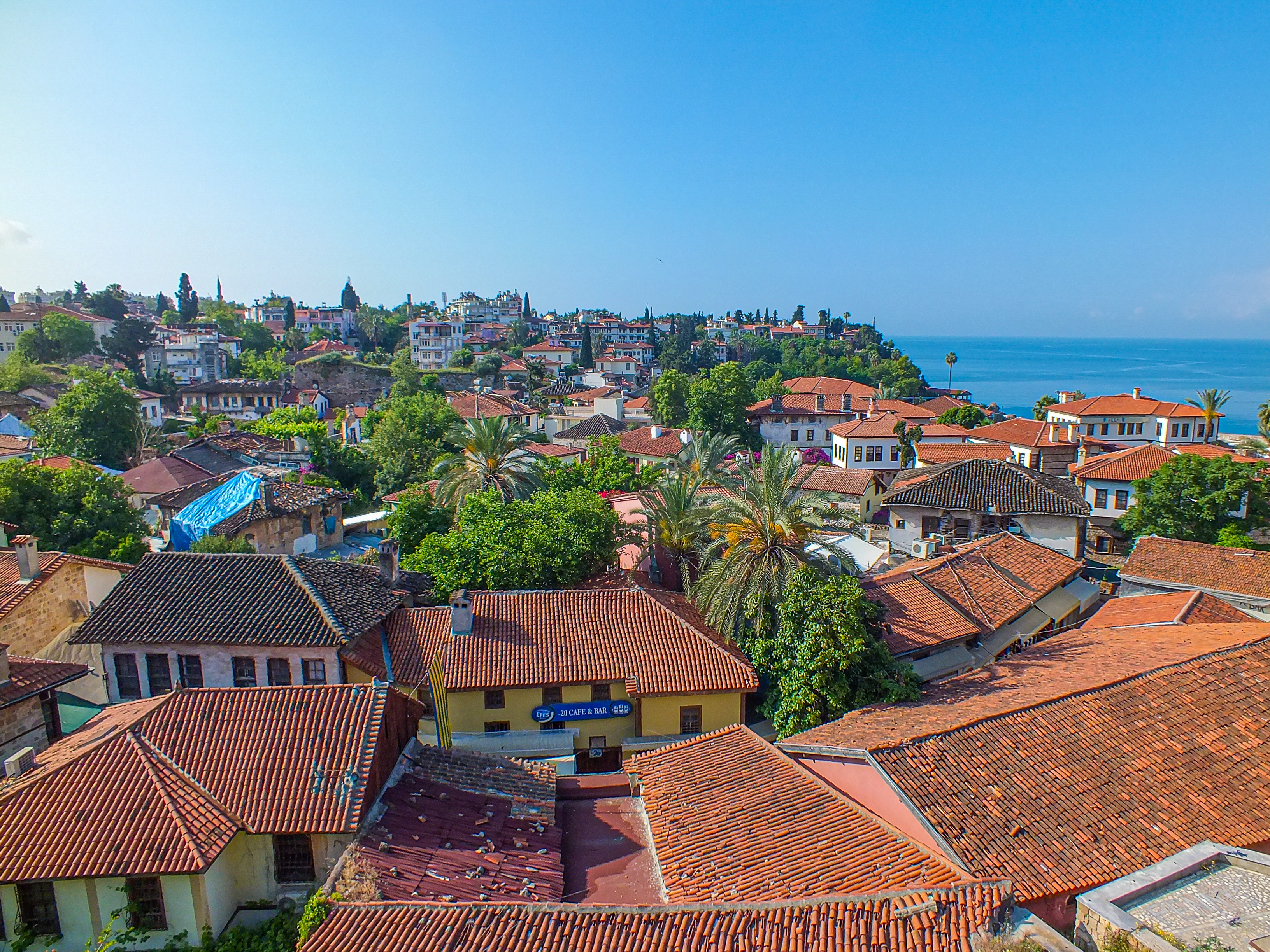
Vista de Kaleiçi.

### Lugares históricos
- Aspendo: ciudad panfilia, se encuentra a 50 km de Antalya.
- Termeso: ciudad de Pisidia, se encuentra en una montaña. Se conservan restos de un ágora y un teatro. Está situada a 35 km al noroeste de Antalya.
- Ariassos: a 48 km de Antalya, se trata de una antigua ciudad construida en un valle. Se conservan la puerta, los baños, las tumbas excavadas en la roca y el mausoleo.
- Perge: se encuentra a 18 km de Antalya. Las ruinas se extienden por dos montes, el teatro en uno y la acrópolis en otro. Según la leyenda, la ciudad fue construida por tres héroes de Troya.
- Olimpos y Cirali: dos pequeños pueblos ubicados a 80 km al suroeste de Antalya, cuentan con una playa de 3,5 km, las ruinas de Olimpos, las llamas de Quimera / Yanartaş, así como una zona protegida por WWF/Adena en la que anida la tortuga boba.
- Fesálide: es una antigua ciudad licia de la provincia de Antalya. Se encuentra entre las Montañas Bey y los bosques del parque nacional de Olimpos, a 16 km al oeste de la ciudad turística de Kemer.